# Félix Ravaisson
Jean Gaspard Félix Ravaisson-Mollien (* 23. Oktober 1813 in Namur, Sambre-et-Meuse; † 18. Mai 1900 in Paris) war ein französischer Philosoph und Archäologe.

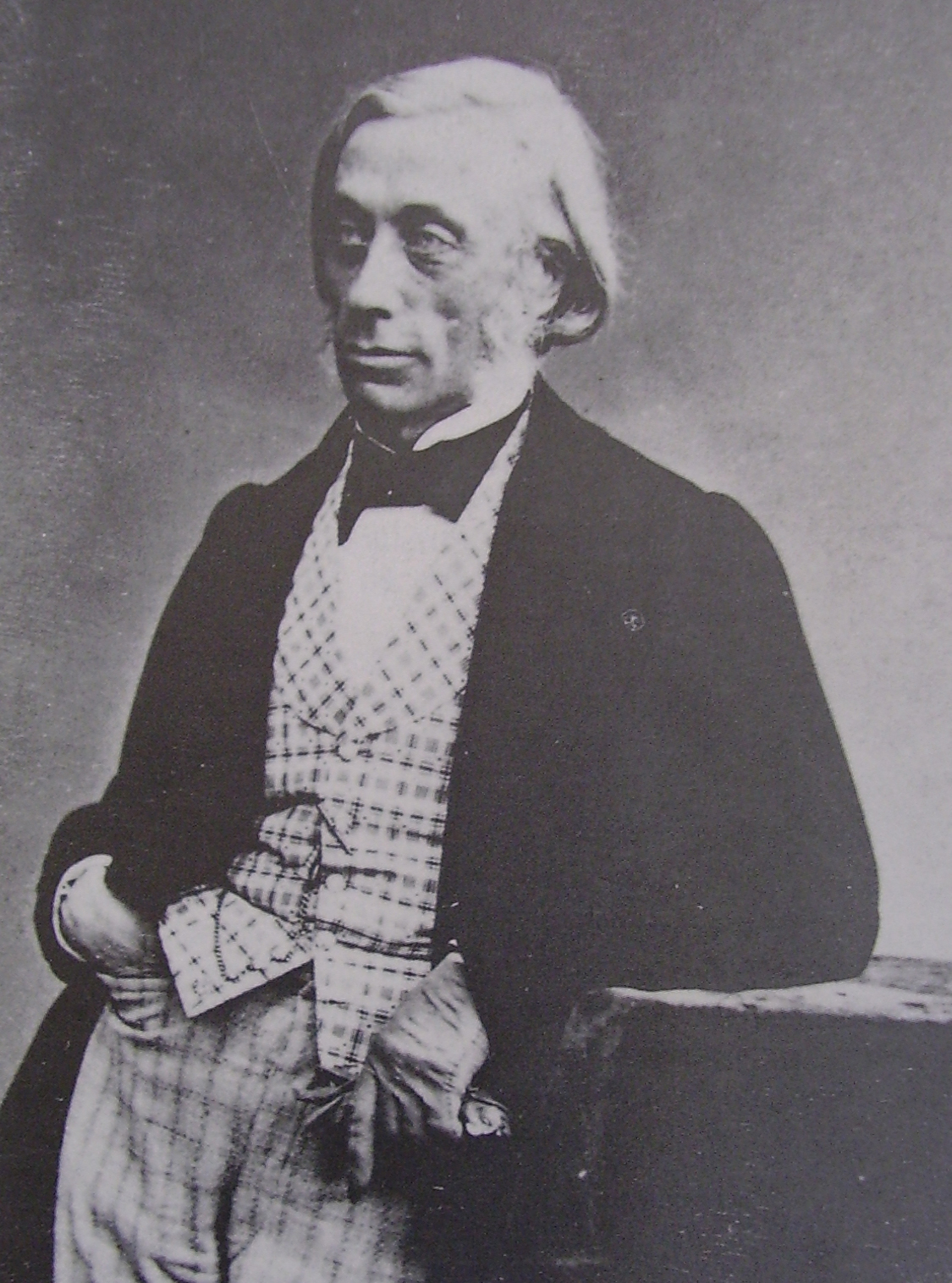
Félix Ravaisson

## Leben
Ravaisson studierte am Collège Rollin in Paris. Dort machte er einen Abschluss in Philosophie. 1838 promovierte er und wurde Professor für Philosophie in Rennes.
1837 veröffentlichte Ravaisson den ersten Band des Essai sur la Métaphysique d'Aristote, der zweite Teil folgte 1846. In diesem Werk kritisiert und kommentiert er nicht nur die Theorien von Aristoteles und der Peripatetiker, sondern entwickelt ein modernes System der Philosophie. Seine Philosophie zählt zur Schule von Victor Cousin, mit dem er in vielen wichtigen Punkten übereinstimmte.
Im Herbst 1839 ging Ravaisson nach München, um dort unter anderem Vorlesungen von Friedrich Schelling zu hören.
Von 1839 bis 1844 und von 1847 bis 1852 war Ravaisson Generalinspektor der öffentlichen Bibliotheken des Landes. 1852 wurde er zum Generalinspektor für die Hochschulen ernannt. Er wurde 1849 Mitglied der Académie des Inscriptions et Belles-Lettres und 1899 Mitglied der Académie des sciences morales et politiques. Seit 1847 war er korrespondierendes Mitglied der Preußischen Akademie der Wissenschaften. Die Académie royale des Sciences, des Lettres et des Beaux-Arts de Belgique nahm ihn 1856 als assoziiertes Mitglied auf. 1870 wurde er Kurator der Antikenabteilung des Louvre. Er schrieb einige Beiträge für die Revue archéologique und die Mémoires de l'Académie des Inscriptions et Belles-Lettres.

## Schriften

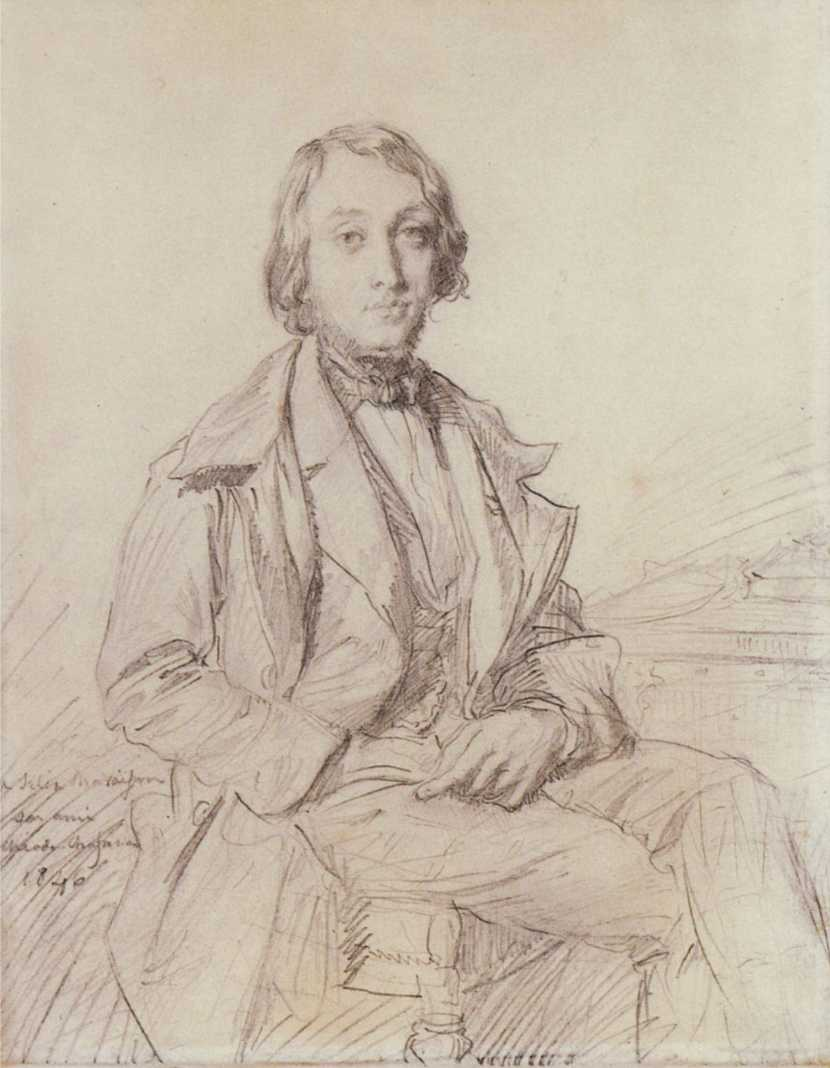
Théodore Chassériau - Portrait of Jean-Gaspard-Félix Larcher Ravaisson-Mollien

- De l’habitude, Paris, Imprimerie de H. Fournier 1838, Volltext (Memento vom 9. April 2003 im Internet Archive) (PDF; 307 kB)
  - deutsch: Gerhard Funke (Hrsg.): Abhandlung über die Gewohnheit. Habelt, Bonn 1954.
- Essai sur la Métaphysique d’Aristote, 2 Bände, Paris, Imprimerie Royale 1837–1846 (Digitalisat: I, II)
- Les Fragments philosophiques de Hamilton in: Revue des Deux Mondes, November 1840.
- Rapport sur le stoicisme, 1851.
- L’Enseignement du dessin dans les lycées. Paul Dupont, Paris 1854.
- La philosophie en France au XIXème siècle, Paris, Hachette 1867 Volltext 3. Auflage 1889
  - deutsch: Die französische Philosophie im 19. Jahrhundert. J. Bachmeister, Eisenach 1889. Digitalisat
- La Vénus de Milo, Paris, Hachette 1871
- Métaphysique et morale, in: Revue de Métaphysique et de Morale 1893 Volltext (PDF; 212 kB).
- Testament philosophique (geschrieben 1899–1900), in Revue de Métaphysique et de Morale 1901 Volltext (PDF; 284 kB).

Anthologie
- Dominique Janicaud: L’Art et les mystères grecs, L’Herne, Paris 1985. Es ist eine Sammlung verschiedener Artikel oder Auszügen aus Artikeln Ravaissons zum Thema.